# XV Reunión Interparlamentaria México-Canadá
La XV Reunión Interparlamentaria México-Canadá, se llevó a cabo con el propósito de fortalecer lazos de cooperación parlamentaria e intercambiar puntos de vista sobre temas relacionados con Seguridad hemisférica, desarrollo económico, competitividad, migración y turismo. La XV Reunión Interparlamentaria, se realizó en el puerto de Mazatlán, Sinaloa, los días 17 al 20 de febrero de 2008.
Los senadores y diputados canadienses fueron recibidos por la presidenta de la Cámara de Diputados de México, Ruth Zavaleta Salgado, la titular de la Secretaría de Relaciones Exteriores, Patricia Espinosa Cantellano y el Gobernador de Sinaloa, Jesús Aguilar Padilla. 

## Temática
En el marco de la XV emisión de la Reunión Interparlamentaria, los legisladores mexicanos y canadienses se abocaron al análisis de temas como: 
Relaciones parlamentariasSe realizó la recapitulación de la XIV Reunión Interparlamentaria que se sostuvo por ambos países y las perspectivas generales de las relaciones bilaterales y políticas de Canadá y México.
CooperaciónSe desarrollaron en los temas de migración, seguridad y medio ambiente.
EconómicoLos diputados y senadores de Canadá ofrecieron promover a México como destino turístico de unos 7 millones de canadienses jubilados, con la condición de que mejore la seguridad pública y la atención médica para garantizar la integridad de esos paseantes.

## Delegación deMéxico
La delegación mexicana será encabezada por el senador presidente de la Junta de Coordinación Política, Santiago Creel Miranda, y la integrarán los senadores: Luis Alberto Villarreal García, PAN; Adriana González Carrillo, PAN; Eva Contreras Sandoval, PAN; Marco Humberto Aguilar Coronado, PAN; Luis Alberto Coppola Joffroy, PAN; Eloy Cantú Segovia, PRI; Jesús María Ramón Valdés, PRI; Mario López Valdez, PRI; Yeidckol Polevnsky, PRD; José Luis García Zalvidea, PRD; José Luis Lobato Campos, Convergencia; Josefina Cota Cota, PT; y, Ludivina Menchaca, PVEM. Los diputados: María Eugenia Campos Galván, PAN; Antonio Berber Martínez, PAN, Omheira López Reyna, PAN, Javier Hernández Manzanares, PRD; Raymundo Cárdenas Hernández, PRD; Gilberto Ojeda Camacho, PRI; Salvador Barajas del Toro, PRI; Guadalupe García Noriega, PVEM; Ramón Valdez Chávez, Convergencia; Rodolfo Solís Parga, PT; Irma Piñeyro Arias, Nueva Alianza; y Aída Marina Arvizu Rivas, Alternativa.

## Delegación deCanadá
La delegación canadiense estuvo integrada por los senadores Peter Milliken, presidente de la Cámara de los Comunes de Canadá; Gerald J. Comeau, vicepresidente de la XV Interparlamentaria, Ferry Stratton, Joan Fraser, Pierrette Ringuette, Mobina Jaffer y Anne C. Cools; y los diputados Pierre Lemieux, Yvon Godin y Raymond Bonin.

## Antecedentes
Esta Reunión Interparlamentaria tiene sus antecedentes en la XIV Reunión Interparlamentaria que se realizó los días 23 y 24 de octubre de 2006, donde Canadá fue la sede de las conversaciones. En ella se discutieron temas como el Programa de Trabajadores Temporales, cooperación, energía y multilateralismo, entre otros.

## Conclusiones
Uno de los puntos de acuerdo, postula un rechazo a la construcción del Muro fronterizo EE. UU. - México.
Así como también, la celebración conjunta de acuerdos para la seguridad hemisférica, la cooperación de Trabajadores Agrícolas Temporales entre Canadá y México.